# Ирена Връклян
Ирена Връклян (на хърватски: Irena Vrkljan) е хърватска преводачка, радиодраматург, поетеса и писателка на произведения в жанра лирика, драма, криминален роман, мемоари и документалистика.

## Биография и творчество
Ирена Връклян е родена на 21 август 1930 г. в Белград, Сърбия. Майка ѝ е от Виена, а баща ѝ е търговски представител, чието семейство е от Ловинац. Има две по-малки сестри. Тя учи в немско-сръбско училище в Белград. След бомбардировките през 1941 г. и окупацията на Белград от нацистите семейството се мести в Загреб, където тя завършва гимназия в църковно училище. След това семейството се премести в Опатия заради работата на баща ѝ, а тя остава в Загреб.
Следва археология, етнология и германистика във Философския факултет на университета в Загреб. В периода 1960 – 1971 г. работи в телевизията като редактор на предаването „Портрети и срещи“.
Започва своя успешен литературен и артистичен път в поколението около загребското списание „Кръгове“, към което принадлежи както по възраст, така и поетично.
Първата ѝ книга, стихосбирката „Krik je samo tišina“ (Писъкът е просто тишина), е издадена през 1954 г. Следват още няколко стихосбирки вкл. „Doba prijateljstva“ (Ерата на приятелството) от 1963 г. и „Soba, taj strašni vrt“ (Стаята, тази страшна градина) от 1966 г., преминавайки през сюрреализма и себеанализата.
През 1966 г. учи във Филмовата академия в Западен Берлин. Живее като писател на свободна практика между Берлин и Загреб от края на 60-те години. Следва дълъг период от живота ѝ, в който не пише заради прехода ѝ към Берлин, към друг език и култура. Превежда произведения на хърватски автори на немски език.
Поетичният обрат в творчеството ѝ е белязан със стихосбирката „U koži moje sestre“ (В кожата на моята сестра) от 1982 г., в която изразява разпръсната си идентичност и интимност като нови и трайни тематични насоки.
През 1984 г. е издаден автобиографичния ѝ роман „Svila, škare“ (Коприна, ножици), в който е историята на живот ѝ и фрагменти от биографиите на други хора разкривайки специфичната чувствителност, теми и риторика на женското писане. Разказва за детството си в Югославия, за юношеството си в Хърватия и за писателските си години в Загреб и Берлин. Книгата получава наградата „Ксавер Шандор Гялски“, а през 1987 г. е екранизирана в телевизионен филм.
Следват романите „Marina ili o biografiji“ (Марина или за биографията) и „Dora, ove jeseni“ (Дора, тази есен), в които доразвива темата за търсенето на собствената идентичтост, трудният процес на себепознание и самоутвърждаване чрез художествено творчество, чрез писане, разбирано като терапевтичен инструмент за облекчаване на тежестта от миналото и в личен катарзис. С романа „Коприна, ножици“ те образуват автобиографична тетралогия, в която частите се допълват, поясняват и постоянно се обогатяват с нови данни.
С романите си „Posljednje putovanje u Beč“ (Последното пътуване до Виена) от 2000 г. и „Smrt dolazi sa suncem“ (Смъртта идва със слънцето) от 2002 г. прави изявата си в областта на криминалния роман.
Романът ѝ „Naše ljubavi, naše bolesti“ (Нашата любов, нашата болест) от 2004 г. допълва нейното пътешествие из пространствата на миналото и интимността, сцените от личната и семейна драма. Развива своята литературната поетика и себеутвърждаването с романите „Zelene čarape“ (Зелени чорапи) от 2005 г. и „Sestra, kao iza stakla“ (Сестра, като зад стъклото) от 2006 г.
Тя пише в различни литературни жанрове, като е публикувала повече от двадесет книги: стихосбирки, романи, автобиографична проза и есета. Освен това пише сценарии за телевизионни и радио драми. Книгите ѝ са преведени на няколко чужди езика.
Носител е на литературните награди „Ксавер Шандор Гялски“ за книгата „Коприна, ножици“, „Иван Горан Ковачич“ за романа „Марина или за биографията“ и наградата на Хърватската академия на науките и изкуствата за романа „Последното пътуване до Виена“. През 2009 г. получава наградата „Владимир Назор“ за цялостно творчество. През 2014 г. получава наградата „Циклоп“ за стихосбирката „Вървя през стаята“.
С голям и естетически уважаван опус, от младежка сюрреалистична поезия до автобиографична проза с разпознаваем повествователен почерк, тя има траен принос в хърватската литература и култура.
Член е на Новото общество за литература (Neue Gesellschaft für Literatur). Била е член-кореспондент на Хърватската академия на науките и изкуствата.
Ирена Връклян умира на 23 март 2021 г. в Загреб.

## Произведения

### Поезия
- Krik je samo tišina (1954)
- Paralele (1957)
- Stvari već daleke (1962)
- Doba prijateljstva (1963)
- Soba, taj strašni vrt (1966)
- U koži moje sestre (1982)
- Koračam kroz sobu (2014)

### Романи
- Svila, škare (1984) – награда „Ксавер Шандор Гялски“
- Marina ili o biografiji (1987) – награда „Иван Горан Ковачич“
- Berlinski rukopis (1988)
- Dora, ove jeseni (1991)
- Posljednje putovanje u Beč (2000) – награда на Хърватската академия на науките и изкуствата
- Smrt dolazi sa suncem (2002)
- Naše ljubavi, naše bolesti (2004)
- Zelene čarape (2005)
- Sestra, kao iza stakla (2006)
- Sabrana proza 1 – 2 (2006)
- Dnevnik zaboravljene mladosti (2007)
- Svila nestala, škare ostale (2008)
- Pismo u pismu (2009) – с Ясна Хорват

### Сборници
- Žene i ovaj suludi svijet (2010) – разкази

### Екранизации
- 1971 Ein Vogel bin ich nicht – тв филм
- 1976 Den lieben langen Tag – тв сериал
- 1987 Svila, skare – тв филм
- 2018 Ghost in the Machine – документален тв филм